# Ghiacciaio Foggydog
Il ghiacciaio Foggydog è un ghiacciaio lungo circa 7 km situato nella regione meridionale della Terra di Oates, in Antartide. In particolare il ghiacciaio Foggydog, il cui punto più alto si trova a circa 1000 m s.l.m., si trova sulla costa di Hillary, nei colli Brown, dove fluisce verso ovest-sud-ovest scorrendo tra il versante meridionale dei picchi Blank e quello settentrionale del monte Rich.

## Storia
Il ghiacciaio Foggydog è stato mappato dai membri di una spedizione antartica dell'Università Victoria di Wellington svolta nel 1962-63 e così battezzato in virtù della sua forma vista dal piano, che ricorda quella di una testa di cane ("dog" in inglese) con le orecchie formate da un lago glaciale e una morena a fare da collare, e del fatto che il ghiacciaio è spesso coperto dalla nebbia ("fog" in inglese).